# University of Mosul
University of Mosul är ett universitet i Irak.   Det ligger i distriktet Al-Hamdaniya District och provinsen Ninawa, i den norra delen av landet, 400 km norr om huvudstaden Bagdad. 